# تينيس فان شالكويك
تينيس فان شالكويك (بالإنجليزية: Theunis van Schalkwyk) (14 سبتمبر 1929 – 27 أغسطس 2005) هو ملاكم جنوب أفريقي راحل، مثّل بلاده في الألعاب الأولمبية الصيفية 1952 وحقق الميدالية الفضية في فئة الوزن المتوسط الخفيف.

## روابط خارجية
تينيس فان شالكويك على موقع أوليمبيديا (الإنجليزية)